# Дышкант, Вадим Васильевич
Вадим Васильевич Дышкант (род. 8 января 1960) — украинский журналист, искусствовед, театральный критик. Публикуется в изданиях: «День», «Киевский телеграф», «Деловая столица», «Деловая неделя», «Голос Украины», «Зеркало недели», «Столичные новости», «Время новостей», «Новые известия», «НГ-религии», «Театральная жизнь». Сотрудничает с порталами «Мир религий» и NEWSru.com.

## Биография
Вадим Васильевич Дышкант родился 8 января 1960 года в Волынской области (Украинская ССР) в семье педагогов. Дед Вадима по отцовской линии был православным диаконом. После окончания средней школы поступил в Луцкое культурно-просветительское училище по специальности «режиссура», которое окончил в 1979 году. В 1985 году окончил Киевский национальный университет театра, кино и телевидения имени И. К. Карпенко-Карого по специальности «театроведение», «театральная критика».
Работал помощником главного режиссёра по литературной части Тернопольского музыкально-драматического театра, заместителем редактора, затем редактором газеты «Пан плюс Пани», пресс-атташе Международного театрального фестиваля «Мистецьке березілля» (Киев).
В начале 2000-х годов опубликовал на порталах «Мир религий» и NEWSru.com серию интервью с религиозными лидерами России, которые выражали свой взгляд на актуальные темы современности. Позже двадцать пять интервью вышло отельной книгой «Жизнь в России: что об этом говорят религиозные лидеры».
Живёт в Москве.

## Избранные публикации
Книги
- Вадим Дышкант. Жизнь в России: что об этом говорят религиозные лидеры. — М.: Философская книга, 2006. — 240 с. — 2000 экз. — ISBN 5902629179.

Статьи
- Вадим Дышкант. Кто в театральном доме хозяин? // Зеркало недели. — 22 — 28 ноября 2003. — Вып. 470, № 45. Архивировано из оригинала 15 июня 2008 года.
- Вадим Дышкант. Ричард — горбатое сердце // Зеркало недели. — 29 января — 4 февраля 2005. — Вып. 531, № 3. Архивировано из оригинала 15 июня 2008 года.
- Вадим Дышкант. Когда на сцене Гришковец — все, что было не со мной, помню // Зеркало недели. — 26 февраля — 4 марта 2005. — Вып. 535, № 7. Архивировано из оригинала 16 июля 2007 года.
- Вадим Дышкант. Два круга ада Эймунтаса Някрошюса // Зеркало недели. — 19 — 25 марта 2005. — Вып. 538, № 10. Архивировано из оригинала 16 июля 2007 года.
- Вадим Дышкант. Евгений Гришковец: «К доверию зрителя я отношусь очень ответственно» // Зеркало недели. — 16 — 22 апреля 2005. — Вып. 542, № 14. Архивировано из оригинала 15 июня 2008 года.
- Вадим Дышкант. Сексуальная контрреволюция: Московская Дума и религиозные лидеры объявили войну основному инстинкту // Независимая газета : газета. — 15 июня 2005. — Вып. 10, № 162.
- Вадим Дышкант. Оскар, Дама и Бог: мальчик пишет Творцу // Независимая газета : газета. — 13 июля 2005. — Вып. 11, № 163.
- Вадим Дышкант. Чехова на фестивале его имени попытались запихнуть в корзину // Зеркало недели. — 16 — 29 июля 2005. — Вып. 555, № 27. Архивировано из оригинала 15 июня 2008 года.
- Вадим Дышкант. «Харрисон был способным учеником». О встречах с «Тихим битлом» впервые рассказывает профессор МГУ Наталья Сазанова // Новые Известия. — 2 декабря 2005. Архивировано 26 мая 2008 года.
- Вадим Дышкант. Археолог Майкл Кремо «Вопрос о происхождении человека остается открытым» // Новые Известия. — 7 декабря 2005. Архивировано из оригинала 1 апреля 2008 года.
- Вадим Дышкант. Некошерный Хрюша: вмешательство церковников в светскую жизнь вредит религиям // Время новостей. — 5 апреля 2006.
- Вадим Дышкант. Атеисты всех стран, соединяйтесь! // Время новостей. — 25 мая 2006. — № 89.
- Вадим Дышкант. Слуги двух господ: религии в современном мире становятся фактором политической нестабильности // Время новостей. — 07 декабря 2006. — № 226.
- Вадим Дышкант. Мученики за правду: трагедия в селе Прямухино используется в корыстных политических целях // Время новостей. — 14 декабря 2006. — № 231.
- Вадим Дышкант. Пещерные люди // Время новостей. — 3 декабря 2007. — № 221.
- Вадим Дышкант. Не дождетесь! Ожидание конца света вызвано отсутствием света в разуме // Время новостей. — 9 апреля 2008. — № 60.
- Вадим Дышкант. Поцелуй Иуды: год Индии в России омрачается высказываниями некоторых православных иерархов // Время новостей. — 3 апреля 2009. — № 56.
- Вадим Дышкант. Бич независимости (недоступная ссылка — история) // Столичные новости. — 11-18 января 2011. — Вып. 640, № 01.